# Alexander Michailowitsch Romanow

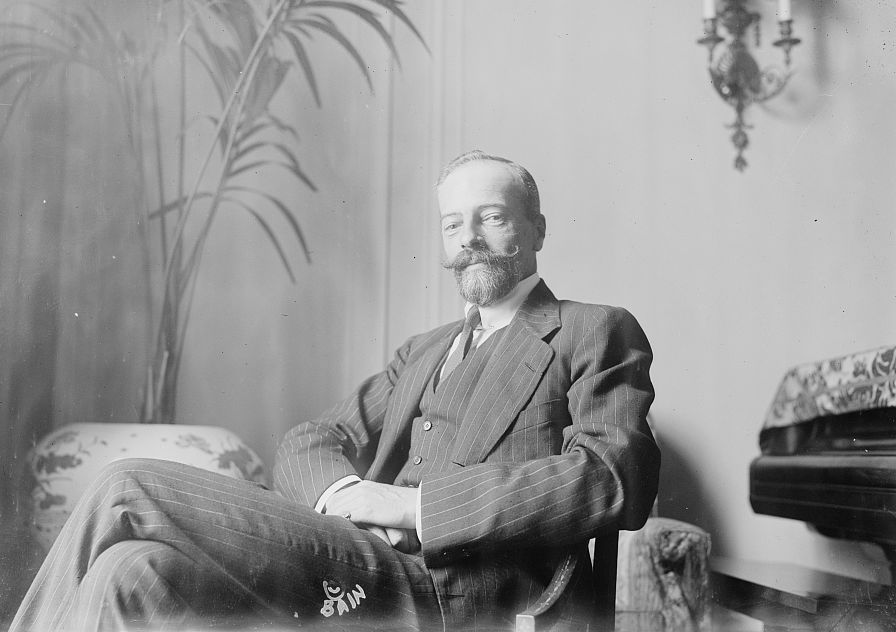
Großfürst Alexander Michailowitsch

Großfürst Alexander Michailowitsch (russisch Александр Михайлович Романов, wiss. Transliteration Aleksandr Michajlovič Romanov; * 1. Apriljul. / 13. April 1866greg. in Tiflis, Gouvernement Tiflis, Russisches Kaiserreich; † 26. Februar 1933 in Roquebrune, Frankreich) war russischer Großfürst und Admiral.

## Leben
Er war das fünfte Kind des Großfürsten  Michail Nikolajewitsch, vierter Sohn Zar Nikolaus I., und der Großfürstin Olga Fjodorowna, geb. Prinzessin Cäcilie von Baden-Hochberg, Tochter des Großherzogs Karl-Leopold von Baden-Hochberg. Er wuchs mit fünf Brüdern und einer Schwester in Tiflis auf, wo sein Vater als Generalgouverneur Transkaukasiens residierte. Er ging dort zur Schule, wurde mit dem georgischen Vornamen Sandro gerufen.
Am 6. August 1894 heiratete er seine Nichte zweiten Grades, Großfürstin  Xenija Alexandrowna, die älteste Tochter Zar Alexander III. und Schwester von Zar Nikolaus II. Sie bekamen eine Tochter und sechs Söhne. Die Ehe der beiden verlief nie sehr glücklich. Alexander hatte eine amerikanische Geliebte und wollte Xenija verlassen. Im Gegenzug rächte sie sich gleichermaßen mit Affären. Sie versuchten die kaputte Ehe vor den Kindern zu verheimlichen.
Seit etwa 1906 lebten er und seine Familie aufgrund von Meinungsverschiedenheiten mit dem Zaren teilweise in Südfrankreich. Auch hier unterhielt er außereheliche Beziehungen. Xenija bat mehrmals um die Scheidung, die er aber ablehnte.
1891 trat er in die Kaiserlich Russische Marine ein und hatte diverse Dienststellungen inne. Er war unter anderem Chef der Verwaltung der Russischen Handelsschiffahrt, Vorsitzender des russischen Flottenvereins sowie Anteilseigner an Werften.
Im Ersten Weltkrieg organisierte er die Armeefliegerkräfte, nach der Oktoberrevolution emigrierte er von der Krim aus auf einem britischen Schiff nach Paris, wo er als Vertreter der Romanows an der Friedenskonferenz 1919 teilnahm. Dort erschien auch seine Biographie Buch der Erinnerungen, das eine wichtige historische Quelle zur Zarenfamilie ist.

## Nachkommen

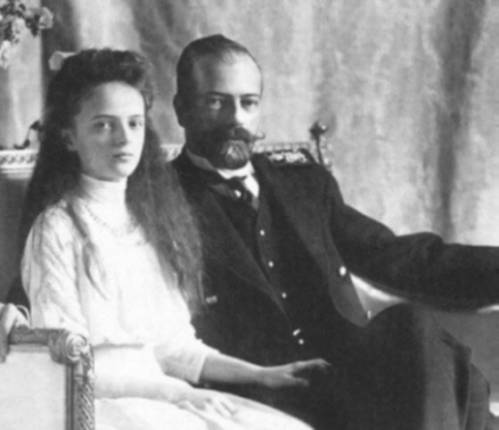
Alexander mit seiner einzigen Tochter Irina

Alexander und Xenija hatten sieben Kinder:
- Irina (1895–1970); ⚭ 1914 Felix Jussupow (1887–1967)
- Andrej (1897–1981)
- Feodor (1898–1968)
- Nikita (1900–1974)
- Dimitri (1901–1980)
- Rostislaw (1902–1978)
- Wassili (1907–1989)